# Camoradi Racing
Camoradi International – były amerykański zespół wyścigowy Formuły 1. Zadebiutował w wyścigu o Grand Prix Stanów Zjednoczonych 12 grudnia 1959 roku, a po raz ostatni wystąpił w wyścigu o Grand Prix Niemiec 6 sierpnia 1961 roku. W sumie wystartował w siedmiu wyścigach z planowych ośmiu (jednego Grand Prix nie ukończył). Nigdy nie wygrał żadnego wyścigu ani też nie zdobyli ich kierowcy punktów do klasyfikacji kierowców i konstruktorów mistrzostw świata Formuły 1.